# Сен-Бонне-сюр-Жиронд
Сен-Бонне́-сюр-Жиро́нд (фр. Saint-Bonnet-sur-Gironde) — коммуна во Франции, находится в регионе Пуату — Шаранта. Департамент коммуны — Шаранта Приморская. Входит в состав кантона Мирамбо. Округ коммуны — Жонзак.
Код INSEE коммуны — 17312.

## Население
Население коммуны на 2010 год составляло 869 человек.
| 1962 | 1968 | 1975 | 1982 | 1990 | 1999 | 2010 |
| ---- | ---- | ---- | ---- | ---- | ---- | ---- |
| 1018 | 1003 | 901  | 899  | 819  | 838  | 869  |